# Morbius (film)
Morbius je americký akční film z roku 2022 režiséra Daniela Espinosy, natočený na motivy komiksů z vydavatelství Marvel Comics o stejnojmenné postavě ze světa Spider-Mana. V titulní roli se představil Jared Leto, v dalších rolích se objevili Adria Arjona, Matt Smith, Jared Harris a Tyrese Gibson. Jedná se o třetí snímek filmové série Sony's Spider-Man Universe.
Do amerických kin byl snímek uveden 1. dubna 2022.

## Obsazení
- Jared Leto jako Michael Morbius/Morbius the living Vampire
- Adria Arjona jako Martine Bancroft
- Tyrese Gibson jako Simon Stroud
- Matt Smith jako Milo
- Al Madrigal jako Agent Rodriguez
- Corey Johnson jako Pan Fox
- Jared Harris jako Morbiusův mentor
- Roksana Węgiel jako Loona Croft
- Michael Keaton jako Adrian Toomes/Vulture
- Charlie Shotwell jako mladý Michael Morbius
- Archie Renaux jako Bobby
- Adam Collins jako Private Security Contractor
- Bentley Kalu jako Private Security Contractor #2
- Atul Sharma jako Nobel Prize Tuxedo Guest
- J. K. Simmons jako J. Jonah Jameson